# Afrocyclops ikennus
Afrocyclops ikennus is een eenoogkreeftjessoort uit de familie van de Cyclopidae. De wetenschappelijke naam van de soort is voor het eerst geldig gepubliceerd in 1957 door Onabamiro.